# SN 2006na
SN 2006na – supernowa typu Ia odkryta 21 października 2006 roku w galaktyce A021119-0059. W momencie odkrycia miała maksymalną jasność 22,00m.